# Lygocoris pabulinus
Lygocoris pabulinus är en insektsart som först beskrevs av Carl von Linné 1761.  Lygocoris pabulinus ingår i släktet Lygocoris och familjen ängsskinnbaggar. Arten är reproducerande i Sverige. Inga underarter finns listade i Catalogue of Life.

## Bildgalleri

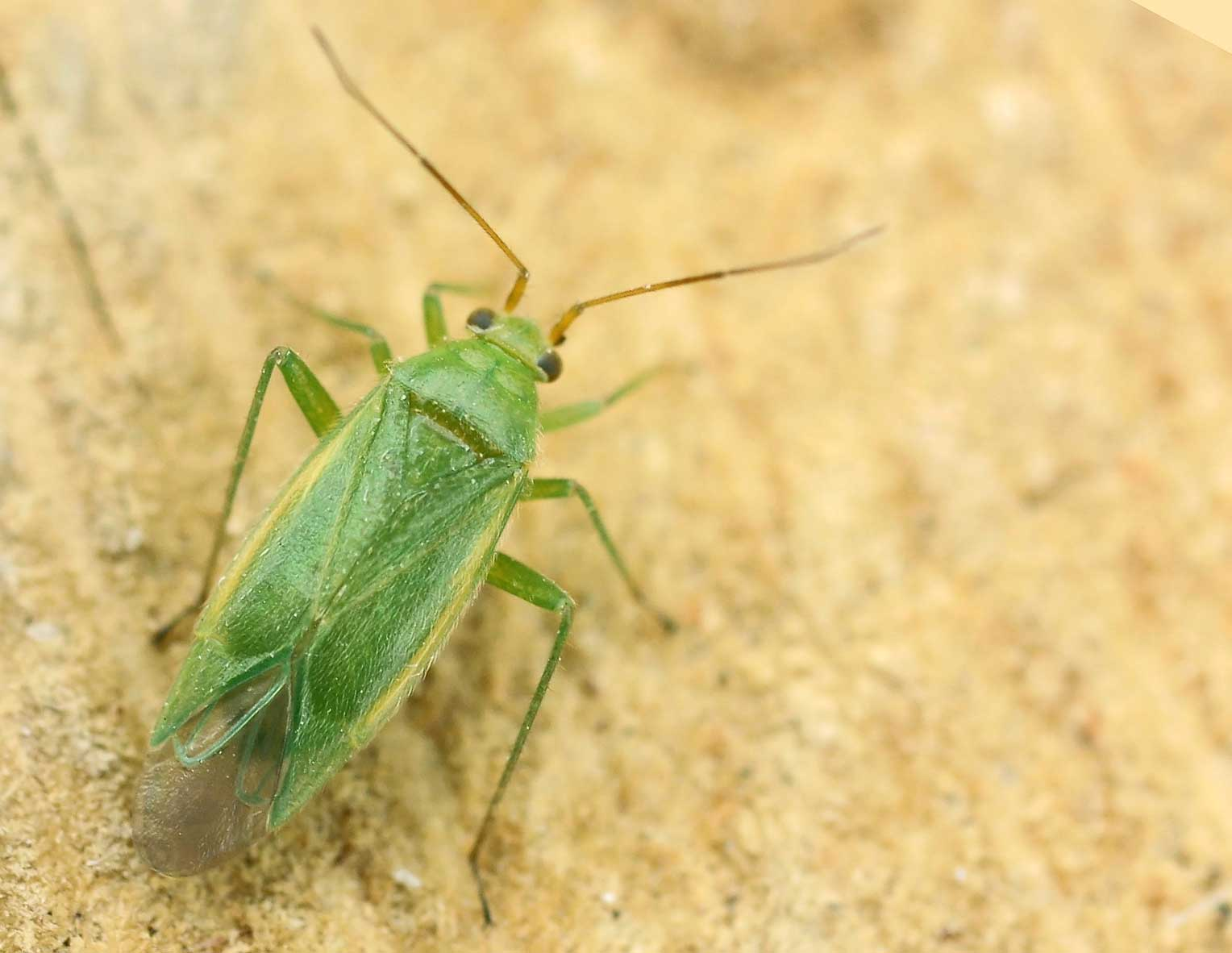
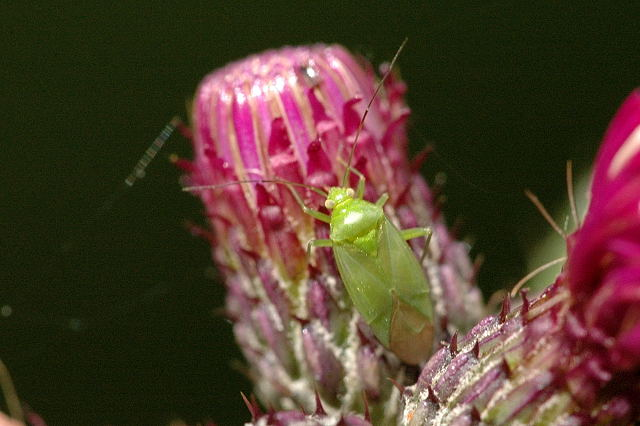